# Парфенюк, Александр Сергеевич
Парфенюк Александр Сергеевич (16 мая 1947 — 10 августа 2017) — советский и украинский учёный и педагог  в области химического машиностроения, доктор технических наук, профессор Донецкого национального технического университета.

## Биография
Александр Сергеевич Парфенюк,  16 мая 1947 года,  г. Константиновка, Донецкой области, Украина. Родители - школьные учителя: Сергей Федорович - по географии, астрономии, физики; Мария Ивановна - по ботаники и биологии. Так же имеет брата 1950 года рождения. Имеет 4 внука.
После окончания в 1966 году Константиновского индустриального техникума  по специальности «техник-механик» поступил в Украинский заочний политехнический институт. В 1969–1972 г. продолжил учебу в Донецком политехническом институте. После окончания института получил диплом инженера-механика по специальности "Машины и аппараты химических производств" и был оставлен на работу инженером научно-исследовательской части.
С 1974 года преподавал в Донецком политехническом техникуме. В 1976 году был избран по конкурсу старшим преподавателем кафедры "Машины и аппараты химических производств"   В 1979 году поступил в аспирантуру Московского института химического машиностроения, в 1981 году защитил кандидатскую диссертацию и вернулся на преподавательскую работу в Донецкий политехнический институт. В 1988 году  было присвоено звание доцента.
С 1982 по 2004 годы руководил более чем 20 научно-исследовательскими и проектными работами. С 2001 года профессор кафедры «Машины и аппараты химических производств». 2004 году  декан факультета экологии и химической технологии ДонНТУ.
В 2010 году защитил докторскую диссертацию.
В феврале 2011 году избран заведующим кафедрой "Оборудование перерабатывающих технологических комплексов" ДонНТУ.

## Научная деятельность
Основные научные интересы: надежность и эффективность химико-технологического оборудования, механика дискретных материалов, техника и технология переработки твердых отходов.
А. С. Парфенюк автор более чем 300 научно-технических трудов, в том числе 72 авторских свидетельств и патентов. Подготовил 8 кандидатов технических наук и более 50 магистров.

## Награды, почетные знаки и звания
- Нагрудный знак «Изобретатель СССР» (1982)
- Бронзовая (1974) и две серебряные (1979 и 1981) медали ВДНХ СССР
- Премия Совета министров СССР (1991)
- Почетное звание «Заслуженный изобретатель Украины» (1996)
- Нагрудный знак «Отличник образования Украины»(2001)
- Ветеран труда Украины (2007)
- Почётная грамота Кабинета Министров Украины (2016)